# Knights Of The Jaguar EP
Knights Of The Jaguar est un maxi de musique électronique produit par DJ Rolando sous son pseudonyme The Aztec Mystic, écrit en collaboration avec Mad Mike et Gerald Mitchell. Il est sorti en 1999 sur le label Underground Resistance. Le succès exceptionnel de ce disque lui a également apporté des démêlés juridiques avec Sony qui exploitera illégalement le morceau Jaguar par l'intermédiaire de sa filiale Sony Dance Division Germany.

## Titres
| A.    | Jaguar   | 6:32 |
| B.    | Ascesión | 5:08 |
| 11:40 |          |      |